# Championnats du monde de pentathlon moderne 2018
Navigation
Édition précédente Édition suivante
Les championnats du monde de pentathlon moderne 2018, soixante-deuxième édition des championnats du monde de pentathlon moderne, ont lieu du 1er au 10 septembre 2018 à Mexico, au Mexique.
Dans un climat d'incertitude par rapport à l'avenir olympique du pentathlon moderne, l'UIPM tente de relancer l'attractivité de son sport en améliorant le spectacle. Après la fusion des épreuves de tir et de cross-country dans un combiné inspiré du biathlon, les compétitions se déroulent pour la première fois dans un complexe unique, spécialement conçu pour la pratique du pentathlon moderne, de façon à enchaîner les épreuves sans transition pour les spectateurs.

## Médaillés

### Hommes
| Épreuve     | Or                                                       | Or                                      | Or                                      | Or                                      | Or                                      | Argent                                                       | Argent                                  | Argent                                  | Argent                                  | Argent                                  | Bronze                                                       | Bronze                                  | Bronze                                  | Bronze                                  | Bronze                                  |
| Individuel  | James Cooke                                              | 1 435 pts                               | 1 435 pts                               | 1 435 pts                               | 1 435 pts                               | Valentin Prades                                              | 1 435 pts                               | 1 435 pts                               | 1 435 pts                               | 1 435 pts                               | Pavlo Tymoshchenko                                           | 1 429 pts                               | 1 429 pts                               | 1 429 pts                               | 1 429 pts                               |
| Individuel  | James Cooke                                              |                                         |                                         |                                         |                                         | Valentin Prades                                              |                                         |                                         |                                         |                                         | Pavlo Tymoshchenko                                           |                                         |                                         |                                         |                                         |
| Individuel  | James Cooke                                              | 209                                     | 320                                     | 276                                     | 630                                     | Valentin Prades                                              | 222                                     | 299                                     | 272                                     | 642                                     | Pavlo Tymoshchenko                                           | 230                                     | 297                                     | 279                                     | 623                                     |
| Par équipes | France- Valentin Prades - Valentin Belaud - Brice Loubet | 4 250 pts 1 435 pts 1 420 pts 1 395 pts | 4 250 pts 1 435 pts 1 420 pts 1 395 pts | 4 250 pts 1 435 pts 1 420 pts 1 395 pts | 4 250 pts 1 435 pts 1 420 pts 1 395 pts | Grande-Bretagne- James Cooke - Joseph Choong - Myles Pillage | 4 176 pts 1 435 pts 1 410 pts 1 331 pts | 4 176 pts 1 435 pts 1 410 pts 1 331 pts | 4 176 pts 1 435 pts 1 410 pts 1 331 pts | 4 176 pts 1 435 pts 1 410 pts 1 331 pts | Ukraine- Pavlo Tymoshchenko - Denys Pavlyuk - Yuriy Fedechko | 4 151 pts 1 429 pts 1 375 pts 1 347 pts | 4 151 pts 1 429 pts 1 375 pts 1 347 pts | 4 151 pts 1 429 pts 1 375 pts 1 347 pts | 4 151 pts 1 429 pts 1 375 pts 1 347 pts |
| Relais      | France- Valentin Belaud - Alexandre Henrard              | 1 518 pts                               | 1 518 pts                               | 1 518 pts                               | 1 518 pts                               | Tchéquie- Jan Kuf - Martin Vlach                             | 1 513 pts                               | 1 513 pts                               | 1 513 pts                               | 1 513 pts                               | Bulgarie- Todor Mihalev - Yavor Peshleevski                  | 1 482 pts                               | 1 482 pts                               | 1 482 pts                               | 1 482 pts                               |
| Relais      | France- Valentin Belaud - Alexandre Henrard              |                                         |                                         |                                         |                                         | Tchéquie- Jan Kuf - Martin Vlach                             |                                         |                                         |                                         |                                         | Bulgarie- Todor Mihalev - Yavor Peshleevski                  |                                         |                                         |                                         |                                         |
| Relais      | France- Valentin Belaud - Alexandre Henrard              | 227                                     | 323                                     | 293                                     | 675                                     | Tchéquie- Jan Kuf - Martin Vlach                             | 232                                     | 318                                     | 293                                     | 670                                     | Bulgarie- Todor Mihalev - Yavor Peshleevski                  | 227                                     | 318                                     | 293                                     | 644                                     |

### Femmes
| Épreuve     | Or                                                            | Or                                      | Or                                      | Or                                      | Or                                      | Argent                                                 | Argent                                  | Argent                                  | Argent                                  | Argent                                  | Bronze                                                    | Bronze                                  | Bronze                                  | Bronze                                  | Bronze                                  |
| Individuel  | Anastasiya Prokopenko                                         | 1 346 pts                               | 1 346 pts                               | 1 346 pts                               | 1 346 pts                               | Annika Schleu                                          | 1 332 pts                               | 1 332 pts                               | 1 332 pts                               | 1 332 pts                               | Marie Oteiza                                              | 1 329 pts                               | 1 329 pts                               | 1 329 pts                               | 1 329 pts                               |
| Individuel  | Anastasiya Prokopenko                                         |                                         |                                         |                                         |                                         | Annika Schleu                                          |                                         |                                         |                                         |                                         | Marie Oteiza                                              |                                         |                                         |                                         |                                         |
| Individuel  | Anastasiya Prokopenko                                         | 230                                     | 258                                     | 286                                     | 572                                     | Annika Schleu                                          | 226                                     | 273                                     | 293                                     | 540                                     | Marie Oteiza                                              | 252                                     | 282                                     | 300                                     | 495                                     |
| Par équipes | Hongrie- Sarolta Kovács - Zsófia Földházi - Tamara Alekszejev | 3 924 pts 1 320 pts 1 312 pts 1 292 pts | 3 924 pts 1 320 pts 1 312 pts 1 292 pts | 3 924 pts 1 320 pts 1 312 pts 1 292 pts | 3 924 pts 1 320 pts 1 312 pts 1 292 pts | France- Marie Oteiza - Julie Belhamri - Élodie Clouvel | 3 918 pts 1 329 pts 1 296 pts 1 293 pts | 3 918 pts 1 329 pts 1 296 pts 1 293 pts | 3 918 pts 1 329 pts 1 296 pts 1 293 pts | 3 918 pts 1 329 pts 1 296 pts 1 293 pts | Allemagne- Annika Schleu - Janine Kohlmann - Anna Matthes | 3 914 pts 1 332 pts 1 310 pts 1 272 pts | 3 914 pts 1 332 pts 1 310 pts 1 272 pts | 3 914 pts 1 332 pts 1 310 pts 1 272 pts | 3 914 pts 1 332 pts 1 310 pts 1 272 pts |
| Relais      | Biélorussie- Iryna Prasiantsova - Anastasiya Prokopenko       | 1 381 pts                               | 1 381 pts                               | 1 381 pts                               | 1 381 pts                               | Allemagne- Annika Schleu - Ronja Steinborn             | 1 364 pts                               | 1 364 pts                               | 1 364 pts                               | 1 364 pts                               | Guatemala- Sofia Cabrera - Sophia Hernández               | 1 353 pts                               | 1 353 pts                               | 1 353 pts                               | 1 353 pts                               |
| Relais      | Biélorussie- Iryna Prasiantsova - Anastasiya Prokopenko       |                                         |                                         |                                         |                                         | Allemagne- Annika Schleu - Ronja Steinborn             |                                         |                                         |                                         |                                         | Guatemala- Sofia Cabrera - Sophia Hernández               |                                         |                                         |                                         |                                         |
| Relais      | Biélorussie- Iryna Prasiantsova - Anastasiya Prokopenko       | 234                                     | 289                                     | 279                                     | 579                                     | Allemagne- Annika Schleu - Ronja Steinborn             | 218                                     | 294                                     | 276                                     | 576                                     | Guatemala- Sofia Cabrera - Sophia Hernández               | 198                                     | 282                                     | 299                                     | 574                                     |

### Mixte
| Épreuve | Or                                          | Or        | Or        | Or        | Or        | Argent                                     | Argent    | Argent    | Argent    | Argent    | Bronze                                | Bronze    | Bronze    | Bronze    | Bronze    |
| Relais  | Allemagne- Rebecca Langrehr - Fabian Liebig | 1 452 pts | 1 452 pts | 1 452 pts | 1 452 pts | Hongrie- Michelle Gulyás - Gergő Bruckmann | 1 427 pts | 1 427 pts | 1 427 pts | 1 427 pts | France- Emma Riff - Alexandre Henrard | 1 416 pts | 1 416 pts | 1 416 pts | 1 416 pts |
| Relais  | Allemagne- Rebecca Langrehr - Fabian Liebig |           |           |           |           | Hongrie- Michelle Gulyás - Gergő Bruckmann |           |           |           |           | France- Emma Riff - Alexandre Henrard |           |           |           |           |
| Relais  | Allemagne- Rebecca Langrehr - Fabian Liebig | 280       | 310       | 293       | 569       | Hongrie- Michelle Gulyás - Gergő Bruckmann | 251       | 315       | 286       | 575       | France- Emma Riff - Alexandre Henrard | 208       | 316       | 293       | 599       |

## Résultats détaillés

### Individuel hommes
83 pentathloniens sont inscrits dans la compétition. Parmi les 36 qualifiés pour la finale, seule la France place le maximum de 4 représentants. C'est la dernière épreuve disputée lors des championnats. Après trois épreuves, l'Égyptien (naturalisé américain) Amro El Geziry entre en tête de l'épreuve du combiné, mais un parcours désastreux après le deuxième tir le voit descendre à la 27e place. Au milieu du troisième tour, le nouveau leader, Ahmed Hamed est dépassé successivement par les trois pentathloniens qui figurent sur le podium, Pavlo Tymoshchenko en tête. Ce dernier sort en tête du pas de tir après le dernier tir. Dans le quatrième et dernier tour, c'est le champion d'Europe Valentin Prades qui prend à son tour la tête de la course, revenu de la 14e place, avant d'être battu à la photo-finish par le Britannique James Cooke après avoir célébré trop tôt sa victoire. Par équipes, la France devance largement la Grande-Bretagne et l'Ukraine et s'offre une seconde médaille d'or qui lui permet de terminer les championnats en tête du classement des médailles.
| Rang                      | Équipe             | Escrime | Escrime | Escrime | Natation      | Natation | Natation | Équitation | Équitation | Équitation | Combiné        | Combiné | Combiné | Total |
| Rang                      | Équipe             | V/D     | Pts     | R       | Temps         | Pts      | R        | Déd.       | Pts        | R          | Temps          | Pts     | R       | Total |
| ------------------------- | ------------------ | ------- | ------- | ------- | ------------- | -------- | -------- | ---------- | ---------- | ---------- | -------------- | ------- | ------- | ----- |
| Médaille d'or, monde      | James Cooke        | 18/17   | 209     | 16      | 1 min 55 s 25 | 320      | 2        | 24         | 276        | 22         | 11 min 10 s 00 | 630     | 4       | 1 435 |
| Médaille d'argent, monde  | Valentin Prades    | 20/15   | 222     | 7       | 2 min 5 s 65  | 299      | 13       | 28         | 272        | 24         | 10 min 58 s 50 | 642     | 2       | 1 435 |
| Médaille de bronze, monde | Pavlo Tymoshchenko | 21/14   | 230     | 6       | 2 min 6 s 68  | 297      | 16       | 21         | 279        | 16         | 11 min 17 s 70 | 623     | 7       | 1 429 |
| 4                         | Jan Kuf            | 24/11   | 245     | 2       | 2 min 6 s 70  | 297      | 17       | 32         | 268        | 28         | 11 min 25 s 60 | 615     | 13      | 1 425 |
| 5                         | Ahmed Hamed        | 20/15   | 220     | 10      | 2 min 12 s 91 | 285      | 34       | 7          | 293        | 5          | 11 min 14 s 00 | 626     | 5       | 1 424 |
| 6                         | Valentin Belaud    | 18/17   | 209     | 15      | 2 min 8 s 28  | 294      | 24       | 31         | 269        | 27         | 10 min 52 s 60 | 648     | 1       | 1 420 |
| 7                         | Álvaro Sandoval    | 22/13   | 232     | 5       | 2 min 5 s 67  | 299      | 14       | 9          | 291        | 9          | 11 min 46 s 50 | 594     | 29      | 1 416 |
| 8                         | Zhang Linbin       | 24/11   | 246     | 1       | 2 min 10 s 35 | 290      | 30       | 42         | 258        | 31         | 11 min 21 s 20 | 619     | 12      | 1 413 |
| 9                         | Joseph Choong      | 19/16   | 214     | 13      | 1 min 59 s 83 | 311      | 4        | 21         | 279        | 16         | 11 min 34 s 90 | 606     | 19      | 1 410 |
| 10                        | Riccardo De Luca   | 18/17   | 208     | 18      | 2 min 10 s 34 | 290      | 29       | 1          | 299        | 4          | 11 min 29 s 70 | 611     | 15      | 1 408 |

### Relais hommes
18 équipes nationales prennent part au relais masculin. Le relais français, composé de Valentin Belaud et Alexandre Henrard (champions du monde junior cinq ans plus tôt), gagne la médaille d'or avec cinq points d'avance sur l'équipe tchèque, qui menait encore avant le dernier relais de l'épreuve du combiné. La Russie, favorite de l'épreuve, finit en tête des épreuves d'escrime et de natation mais s'effondre lors du combiné après avoir laissé échapper des points lors de l'épreuve d'équitation.
| Rang                      | Équipe      | Escrime | Escrime | Escrime | Natation      | Natation | Natation | Équitation | Équitation | Équitation | Combiné        | Combiné | Combiné | Total |
| Rang                      | Équipe      | V/D     | Pts     | R       | Temps         | Pts      | R        | Déd.       | Pts        | R          | Temps          | Pts     | R       | Total |
| ------------------------- | ----------- | ------- | ------- | ------- | ------------- | -------- | -------- | ---------- | ---------- | ---------- | -------------- | ------- | ------- | ----- |
| Médaille d'or, monde      | France      | 20/14   | 227     | 7       | 1 min 53 s 54 | 323      | 7        | 7          | 293        | 1          | 10 min 25 s 01 | 675     | 1       | 1 518 |
| Médaille d'argent, monde  | Tchéquie    | 21/13   | 232     | 4       | 1 min 56 s 07 | 318      | 11       | 7          | 293        | 1          | 10 min 30 s 01 | 670     | 2       | 1 513 |
| Médaille de bronze, monde | Bulgarie    | 20/14   | 227     | 6       | 1 min 56 s 28 | 318      | 14       | 7          | 293        | 1          | 10 min 56 s 02 | 644     | 3       | 1 482 |
| 4                         | Biélorussie | 19/15   | 227     | 6       | 1 min 51 s 15 | 328      | 4        | 9          | 291        | 10         | 11 min 5 s 07  | 635     | 5       | 1 475 |
| 5                         | Chine       | 19/15   | 220     | 9       | 1 min 50 s 66 | 329      | 3        | 21         | 279        | 13         | 10 min 58 s 20 | 642     | 4       | 1 470 |
| 6                         | Russie      | 23/11   | 246     | 1       | 1 min 49 s 73 | 331      | 1        | 28         | 272        | 16         | 11 min 27 s 01 | 613     | 11      | 1 462 |
| 7                         | Ukraine     | 22/12   | 239     | 2       | 1 min 55 s 62 | 319      | 10       | 8          | 292        | 9          | 11 min 31 s 08 | 609     | 13      | 1 459 |
| 8                         | Kazakhstan  | 21/13   | 232     | 3       | 1 min 55 s 41 | 320      | 9        | 21         | 279        | 13         | 11 min 19 s 70 | 621     | 7       | 1 452 |
| 9                         | Pologne     | 14/20   | 191     | 14      | 1 min 56 s 91 | 317      | 15       | 7          | 293        | 1          | 11 min 5 s 00  | 635     | 6       | 1 436 |
| 10                        | Japon       | 18/16   | 214     | 10      | 1 min 49 s 83 | 331      | 2        | 7          | 293        | 1          | 11 min 46 s 05 | 594     | 15      | 1 432 |

### Individuel femmes
67 athlètes ont pris part aux qualifications. À l'issue de ces dernières, l'Allemagne et la Russie sont les deux seules nations à qualifier le maximum de 4 représentantes en finale. Les premières épreuves voient Marie Oteiza et Sarolta Kovács se détacher nettement en tête et entrer dans l'épreuve finale, le combiné, avec 30 et 25 points, convertis en secondes pour l'ultime épreuve, d'avance sur la troisième position. Mais le duel entre les deux athlètes tourne court : dès le deuxième tir, l'Allemande Annika Schleu, partie sixième, se joint à la poursuite et dépose successivement Kovács et Oteiza. Après le troisième tir, un nouveau rebondissement voit la Biélorusse Anastasiya Prokopenko, partie en douzième position avec une minute de retard sur la tête de course, prendre les commandes de la course devant Schleu. Impeccables au tir, toutes deux conservent leurs positions tandis qu'à l'arrière, Oteiza, Kovács et Zsófia Földházi luttent pour la troisième place. La Française réussit un bon quatrième tir et s'échappe pour la médaille de bronze. Éjectées hors du podium individuel, les Hongroises sont néanmoins récompensées de la médaille d'or par équipes, qui consacre leur performance collective. Dans ce classement par équipes, calculé à partir des performances des trois meilleures participantes de chaque pays, la France prend la deuxième position et l'Allemagne se classe troisième.
| Rang                      | Équipe                | Escrime | Escrime | Escrime | Natation      | Natation | Natation | Équitation | Équitation | Équitation | Combiné        | Combiné | Combiné | Total |
| Rang                      | Équipe                | V/D     | Pts     | R       | Temps         | Pts      | R        | Déd.       | Pts        | R          | Temps          | Pts     | R       | Total |
| ------------------------- | --------------------- | ------- | ------- | ------- | ------------- | -------- | -------- | ---------- | ---------- | ---------- | -------------- | ------- | ------- | ----- |
| Médaille d'or, monde      | Anastasiya Prokopenko | 21/14   | 230     | 5       | 2 min 26 s 25 | 258      | 33       | 14         | 286        | 16         | 12 min 8 s 23  | 572     | 2       | 1 346 |
| Médaille d'argent, monde  | Annika Schleu         | 21/14   | 226     | 6       | 2 min 18 s 50 | 273      | 18       | 7          | 293        | 5          | 12 min 40 s 02 | 540     | 7       | 1 332 |
| Médaille de bronze, monde | Marie Oteiza          | 25/10   | 252     | 1       | 2 min 14 s 48 | 282      | 10       | 0          | 300        | 1          | 13 min 25 s 14 | 495     | 23      | 1 329 |
| 4                         | Zsófia Földházi       | 18/17   | 209     | 16      | 2 min 12 s 88 | 285      | 6        | 14         | 286        | 16         | 12 min 40 s 64 | 540     | 8       | 1 320 |
| 5                         | Uliana Batashova      | 23/12   | 238     | 3       | 2 min 14 s 93 | 281      | 11       | 15         | 285        | 23         | 13 min 6 s 09  | 514     | 16      | 1 318 |
| 6                         | Sarolta Kovács        | 24/11   | 245     | 2       | 2 min 9 s 81  | 291      | 2        | 7          | 293        | 5          | 13 min 37 s 28 | 483     | 27      | 1 312 |
| 7                         | Janine Kohlmann       | 20/15   | 225     | 8       | 2 min 17 s 48 | 276      | 14       | 7          | 293        | 5          | 13 min 4 s 11  | 516     | 14      | 1 310 |
| 8                         | Mayan Oliver          | 14/21   | 184     | 31      | 2 min 26 s 13 | 258      | 32       | 7          | 293        | 5          | 12 min 10 s 82 | 570     | 3       | 1 305 |
| 9                         | Ekaterina Khuraskina  | 21/14   | 226     | 7       | 2 min 31 s 44 | 248      | 35       | 14         | 286        | 16         | 12 min 39 s 84 | 541     | 6       | 1 301 |
| 10                        | İlke Özyüksel         | 11/24   | 166     | 35      | 2 min 17 s 95 | 275      | 16       | 7          | 293        | 5          | 12 min 17 s 45 | 563     | 4       | 1 297 |

### Relais femmes
13 équipes nationales se disputent le titre mondial. Avec 17 points d'avance, l'équipe biélorusse domine assez nettement l'épreuve en remportant l'épreuve du combiné. Les relayeuses guatémaltèques, championnes du monde junior quelques semaines auparavant, prennent la troisième place et apportent au Guatemala la première médaille de son histoire chez les seniors. L'Allemagne complète le podium à la seconde place. La Russie, en tête après deux épreuves, est éliminée lors de l'épreuve d'équitation. 
| Rang                      | Équipe       | Escrime | Escrime | Escrime | Natation      | Natation | Natation | Équitation | Équitation | Équitation | Combiné        | Combiné | Combiné | Total |
| Rang                      | Équipe       | V/D     | Pts     | R       | Temps         | Pts      | R        | Déd.       | Pts        | R          | Temps          | Pts     | R       | Total |
| ------------------------- | ------------ | ------- | ------- | ------- | ------------- | -------- | -------- | ---------- | ---------- | ---------- | -------------- | ------- | ------- | ----- |
| Médaille d'or, monde      | Biélorussie  | 29/19   | 234     | 4       | 2 min 10 s 90 | 289      | 8        | 21         | 279        | 5          | 12 min 1 s 94  | 579     | 1       | 1 381 |
| Médaille d'argent, monde  | Allemagne    | 26/22   | 218     | 5       | 2 min 8 s 11  | 294      | 6        | 24         | 276        | 7          | 12 min 4 s 42  | 576     | 2       | 1 364 |
| Médaille de bronze, monde | Guatemala    | 21/27   | 198     | 9       | 2 min 14 s 27 | 282      | 10       | 1          | 299        | 1          | 12 min 6 s 72  | 574     | 3       | 1 353 |
| 4                         | Chine        | 30/18   | 234     | 3       | 2 min 5 s 06  | 300      | 3        | 27         | 273        | 8          | 12 min 49 s 07 | 531     | 5       | 1 338 |
| 5                         | Hongrie      | 19/29   | 191     | 10      | 2 min 4 s 63  | 301      | 2        | 14         | 286        | 4          | 12 min 36 s 07 | 544     | 4       | 1 322 |
| 6                         | Corée du Sud | 33/15   | 246     | 1       | 2 min 12 s 72 | 285      | 9        | 21         | 279        | 5          | 13 min 13 s 07 | 507     | 8       | 1 317 |
| 7                         | Argentine    | 26/22   | 218     | 6       | 2 min 20 s 21 | 270      | 13       | 7          | 293        | 2          | 13 min 13 s 46 | 507     | 9       | 1 288 |
| 8                         | Mexique      | 17/31   | 182     | 13      | 2 min 17 s 31 | 276      | 11       | 7          | 293        | 2          | 12 min 55 s 45 | 525     | 6       | 1 276 |
| 9                         | Japon        | 21/27   | 202     | 7       | 2 min 6 s 49  | 298      | 4        | 52         | 248        | 10         | 13 min 6 s 27  | 214     | 7       | 1 262 |
| 10                        | États-Unis   | 18/30   | 187     | 12      | 2 min 17 s 36 | 276      | 12       | 28         | 272        | 9          | 13 min 43 s 09 | 477     | 11      | 1 212 |

### Relais mixte
16 équipes nationales entrent dans la compétition. L'Allemagne, tenante du titre, conserve la médaille d'or avec une confortable avance de 25 points, largement acquise dès l'épreuve inaugurale d'escrime. La Hongrie, deuxième après cette même épreuve, conserve sa place en limitant ses pertes lors des épreuves d'équitation et de combiné. La France, gagnante du combiné, prend la médaille de bronze.
| Rang                      | Équipe      | Escrime | Escrime | Escrime | Natation      | Natation | Natation | Équitation | Équitation | Équitation | Combiné        | Combiné | Combiné | Total |
| Rang                      | Équipe      | V/D     | Pts     | R       | Temps         | Pts      | R        | Déd.       | Pts        | R          | Temps          | Pts     | R       | Total |
| ------------------------- | ----------- | ------- | ------- | ------- | ------------- | -------- | -------- | ---------- | ---------- | ---------- | -------------- | ------- | ------- | ----- |
| Médaille d'or, monde      | Allemagne   | 25/5    | 280     | 1       | 2 min 0 s 02  | 310      | 6        | 7          | 293        | 3          | 12 min 11 s 82 | 569     | 8       | 1 452 |
| Médaille d'argent, monde  | Hongrie     | 21/9    | 251     | 2       | 1 min 57 s 73 | 315      | 3        | 14         | 286        | 9          | 12 min 5 s 34  | 575     | 7       | 1 427 |
| Médaille de bronze, monde | France      | 15/15   | 208     | 8       | 1 min 57 s 37 | 316      | 1        | 7          | 293        | 3          | 11 min 41 s 70 | 599     | 1       | 1 416 |
| 4                         | Kazakhstan  | 16/14   | 218     | 5       | 2 min 2 s 70  | 306      | 10       | 7          | 293        | 3          | 11 min 46 s 34 | 594     | 3       | 1 411 |
| 5                         | Tchéquie    | 14/16   | 201     | 13      | 2 min 0 s 61  | 309      | 8        | 0          | 300        | 1          | 11 min 48 s 15 | 592     | 4       | 1 402 |
| 6                         | Chine       | 14/16   | 205     | 11      | 2 min 1 s 95  | 307      | 9        | 10         | 290        | 8          | 11 min 43 s 20 | 597     | 2       | 1 399 |
| 7                         | Russie      | 16/14   | 216     | 7       | 1 min 57 s 67 | 315      | 2        | 22         | 278        | 12         | 12 min 2 s 45  | 578     | 5       | 1 387 |
| 8                         | Mexique     | 14/16   | 203     | 12      | 2 min 5 s 39  | 300      | 13       | 0          | 300        | 2          | 12 min 3 s 22  | 577     | 6       | 1 380 |
| 9                         | Biélorussie | 15/15   | 208     | 9       | 2 min 3 s 22  | 304      | 11       | 7          | 293        | 3          | 12 min 13 s 96 | 567     | 9       | 1 372 |
| 10                        | Ukraine     | 15/15   | 208     | 10      | 1 min 59 s 68 | 311      | 5        | 14         | 286        | 9          | 12 min 17 s 53 | 563     | 10      | 1 368 |

## Tableau des médailles
| Rang  | Nation          | Or | Argent | Bronze | Total |
| ----- | --------------- | -- | ------ | ------ | ----- |
| 1     | France          | 2  | 2      | 2      | 6     |
| 2     | Biélorussie     | 2  | 0      | 0      | 2     |
| 3     | Allemagne       | 1  | 2      | 1      | 4     |
| 4     | Grande-Bretagne | 1  | 1      | 0      | 2     |
| 4     | Hongrie         | 1  | 1      | 0      | 2     |
| 6     | Tchéquie        | 0  | 1      | 0      | 1     |
| 7     | Ukraine         | 0  | 0      | 2      | 2     |
| 8     | Bulgarie        | 0  | 0      | 1      | 1     |
| 8     | Guatemala       | 0  | 0      | 1      | 1     |
| Total | Total           | 7  | 7      | 7      | 21    |